# Depressió de la Selva
La depressió de la Selva és una plana situada entre 100 i 150 m sobre el nivell del mar a la comarca de la Selva i al Gironès d'una extensió aproximada d'uns 600 km². És rodejada al nord per la Serralada Transversal i el nord-est pel massís de Les Gavarres i pel sud-est i el sud per la serra de la Selva Marítima. Al sud-oest limita amb els turons de Maçanet de la Selva. L'oest està limitada per les Guilleries.
Sota la denominació genèrica de depressió de la Selva, s'agrupen diferents zones deprimides que formen part de la Depressió Prelitoral Catalana, que va des de l'angle nord-est de la fossa tectònica del Vallès fins a l'extrem sud de la Serralada Transversal a la Garrotxa.
Per la depressió hi passen els rius i torrents de la conca del riu Onyar i la de la Riera de Santa Coloma. Alguns dels pobles i ciutats que es troben a la depressió són Fornells de la Selva, Quart, Sant Andreu Salou, Girona, Riudellots de la Selva, Cassà de la Selva, Llagostera al Gironès. Pel que fa a la Selva: Santa Coloma de Farners, Maçanet de la Selva, Sils, Vilobí d'Onyar, Vidreres i Caldes de Malavella. Alguns autors inclouen també l'àrea de Sant Gregori.